# Hieracium cordigerum
Hieracium cordigerum es una especie de planta con flor del género Hieracium, de la familia Asteraceae, orden Asterales.

## Distribución
Hieracium cordigerum se distribuye por Noruega, Suecia y Rumania.

## Taxonomía
Fue descrita científicamente por (Norrl.) Dahlst. Fue publicada en Exsicc. (Herb. Hierac. Scand.) 1: n.° 9 (1892).